# 조 보이드

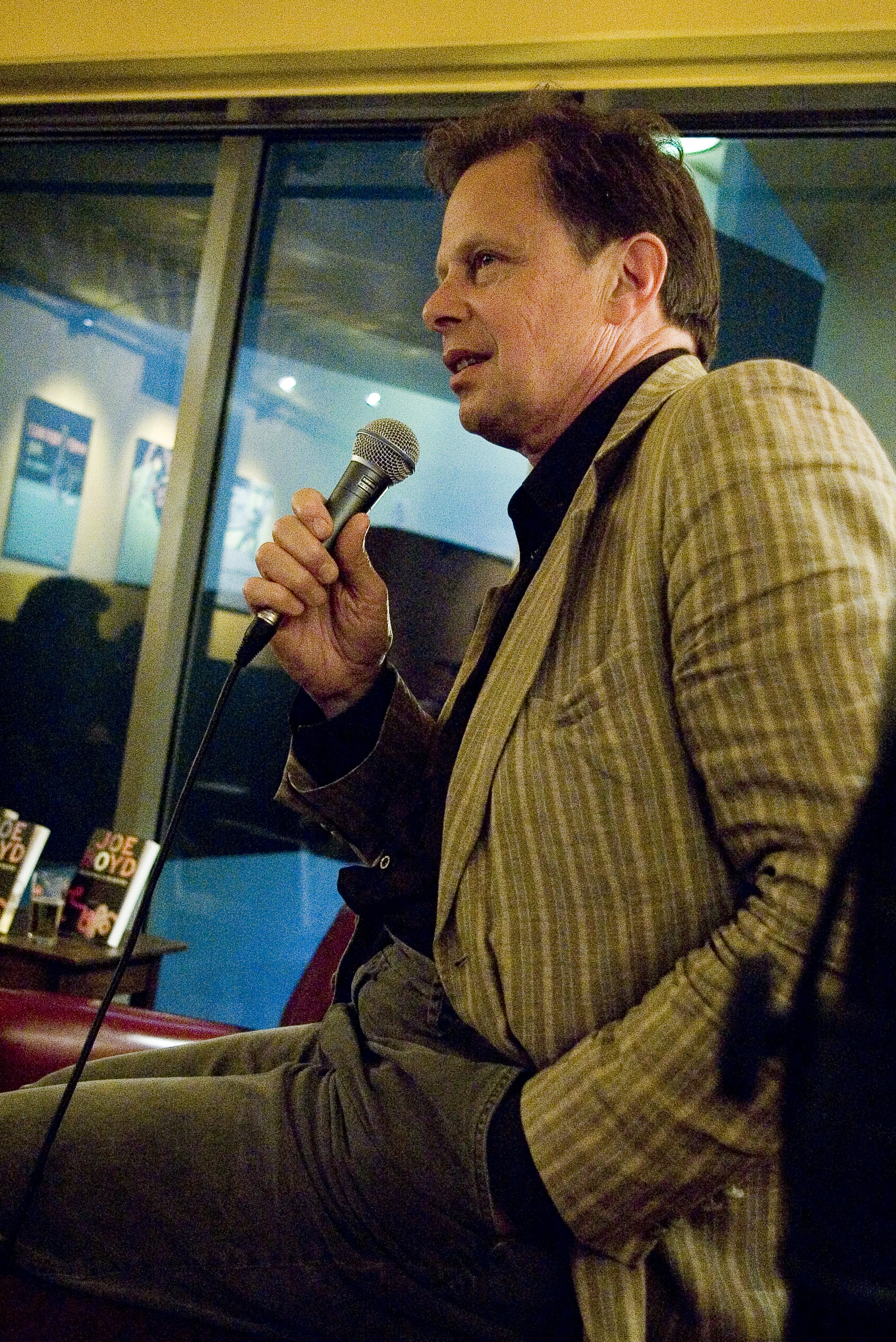
2008년 브뤼셀에서의 보이드

조 보이드(Joe Boyd, 1942년 8월 5일 ~ 현재)는 미국의 음악 프로듀서이자 작가이다. 한니발 레코드의 설립자이기도 했다. 보이드는 핑크 플로이드, 페어포트 컨벤션, 샌디 데니, 리처드 톰슨, 닉 드레이크, 인크레더블 스트링 밴드, R.E.M., 바슈티 버니언, 존 마틴과 베버리 마틴, 마리아 멀더, 케이트 & 애나 맥개리글, 빌리 브래그, 제임스 부커, 10,000 매니악스, 무지카시의 녹음에 참여했으며, 유명 나이트클럽 공연장 UFO의 설립자 중 한 명이기도 하다.

## 생애 및 경력
매사추세츠주 보스턴에서 태어나 뉴저지주 프린스턴에서 자란 보이드는 코네티컷주 폼프렛에서 학교를 다녔다. 이후 하버드 대학교에 진학하여 블루스 음악가들을 홍보하며 음악계에 발을 디뎠다. 대학교 졸업 후 보이드는 프로듀서이자 투어 매니저로서 조지 웨인과 함께 일했으며, 이를 통해 보이드는 유럽으로 가서 머디 워터스, 콜먼 호킨스, 스탠 게츠, 시스터 로제타 사프와 같은 음악가의 콘서트를 개최했다. 또한 1965년 뉴포트 포크 페스티벌에서 밥 딜런이 일렉 기타를 가지고 나올 당시 페스티벌의 음향을 맡았다.
1964년, 보이드는 런던으로 이주한 후 엘렉트라 레코드 영국 지사를 세웠다. 1966년에 보이드는 존 "하피" 홉킨스와 UFO 클럽을 세웠으며, 이는 단명했지만 영국의 언더그라운드 클럽 신에 상당한 영향을 끼쳤다. 이후 보이드는 UFO에서 자주 공연을 하던 핑크 플로이드의 데뷔 싱글인 〈Arnold Layne〉을 프로듀싱하고, 소프트 머신과 녹음을 했다. 보이드는 오디오 엔지니어인 존 우드와 첼시에 위치한 사운드 테크니크스 스튜디오에서 일했는데, 이 스튜디오에서 보이드와 우드는 인크레더블 스트링 밴드, 마틴 카시, 닉 드레이크, 존 마틴, 페어포트 컨벤션과 리처드 톰슨 등 다양한 영국의 민요와 포크 록 음악가의 음악에 참여했다.